# Mijnspoorpark
Het Mijnspoorpark is een park in het Nederlandse Brunssum.

## Geschiedenis
In 1915 werd in Brunssum het mijnspoor Staatsmijn Maurits - Staatsmijn Hendrik aangelegd tussen de Staatsmijn Hendrik en de Staatsmijn Emma. Dit werd begin jaren '80 van de 20e eeuw opgebroken. Op een deel van het voormalige talud kwam de Emmaweg te lopen, maar vanaf Treebeek (Wieënweg) tot de Akerstraat werd op het talud een langwerpig park met wandelpaden aangelegd. Naar het westen toe sluit dit aan op een parkgebied van Heerlen, waaronder het Heidserpark.